# 世界ブリッジ選手権
世界ブリッジ選手権（せかいブリッジせんしゅけん、英: World Bridge Championships）とは世界ブリッジ連盟により開催されるコントラクトブリッジの世界大会である。各種目ごとに4年周期で実施される。

## 世界ブリッジチーム選手権
奇数年に開催される。オープン種目のバミューダボウル、女子種目のベニスカップ、シニア種目のシニアボウルで構成される。1950年に開始されたバミューダボウルは世界ブリッジ連盟主催の世界大会としては最古のものである。

## ワールドブリッジシリーズ選手権
閏年ではない偶数年に開催される。1962年に「世界ペアオリンピアード」として開始され、「世界オープンペア選手権」と「世界女子ペア選手権」、「世界ミックスチーム選手権」で構成されていた。
1966年に「世界ミックスペア選手権」、1978年には「ローゼンブラムカップ」（世界オープンノックアウトチーム選手権）、1990年には「世界シニアペア選手権」、1994年には「マコネルカップ」（世界女子ノックアウトチーム選手権）と「世界シニアチーム選手権」が加えられた。

## ワールドブリッジゲームズ
マインドスポーツの総合競技大会、ワールドマインドスポーツゲームズは閏年ごとに開催され、そのブリッジ競技は「ワールドブリッジゲームズ」と呼ばれる。1960年に前身の世界チームオリンピアードが開始され、2008年にユース種目を加えてワールドマインドスポーツゲームズ内で実施されるようになった。